# Долговицкая волость
Долговицкая волость — упразднённая административно-территориальная единица 3-го уровня и бывшее муниципальное образование со статусом сельского поселения в Куньинском районе Псковской области России.
Административный центр — деревня Долговица.

## География
Территория волости граничит на севере с Пухновской волостью Куньинского района, на западе — с Усвятским районом Псковской области, на востоке — с Тверской областью, на юге — с Смоленской областями.
На территории Долговицкой волости расположены озёра: Усмынское (7,6 км², глубиной до 5,6 м), Алексеевское (1,1 км², глубиной до 16,4 м), Выдрие (0,4 км², глубиной до 4 м), Черногуз или Ковалевское (0,3 км², глубиной до 1,5 м), Росно (0,3 км², глубиной до 10 м) и др.

## Население
| 2010 | 2012 | 2013 | 2014 | 2015 |
| ---- | ---- | ---- | ---- | ---- |
| 939  | ↘889 | ↘817 | ↘799 | ↘776 |

## Населённые пункты
В состав Долговицкой волости входило 44 населённых пункта, в том чмсле 1 село — Усмынь — и 43 деревни: Андроново, Блехово, Боброедово, Боровка, Боровые, Бурщина, Войлово, Выдрие, Вырвино, Гладыши, Долговица, Дубровка, Еремино, Жигули, Завыйково, Задорожье, Затурщина, Карпово, Кленовка, Ковали, Козинцево, Косилово, Коханино, Кресты, Кузьмино, Лисичино, Лопатуха, Метино, Никулино, Паньково, Потащня, Починки, Пузаново, Пурышкино, Росно, Ростани, Устье, Тетеревни, Холм, Хухово, Четверня, Щевачево, Широни.

## История
Законом Псковской области от 28 февраля 2005 года в границах Крестовской и Усмынской волостей было создано муниципальное образование Долговицкая волость со статусом сельского поселения с 1 января 2006 года в составе муниципального образования Куньинский район со статусом муниципального района.
Законом Псковской области от 30 марта 2015 года Долговицкая волость была упразднена, а её территория 11 апреля 2015 года была включена в состав Пухновской волости.